# 里肌肉
里肌肉或里脊肉是指食用畜類沿背脊兩側各一長條狀的肉，尤其後腰位置。此部分的肉肉質結實，富有嚼勁，但含油脂量亦高，所以吃起來不乾澀。豬里肌肉是做豬排的上好部位。用牛的里肌肉做成的牛排稱為沙朗牛排（英語：Sirloin steak）。